# Reliant Fox
Der Reliant Fox ist ein kleiner, vierrädriger Lieferwagen, den die Reliant Motor Company in Tamworth (England) von 1983 bis 1990 herstellte. Der Wagen hatte eine Karosserie aus GFK, einen Vierzylinder-Reihenmotor aus Aluminium mit einem Hubraum von 848 cm³ und einer Leistung von 40,5 bhp (30 kW) und ein manuelles Vierganggetriebe. Er war vom PKW-Modell Kitten abgeleitet.

## Modellbeschreibung
Reliant hatte Technologien und Konstruktionen an verschiedene Unternehmen in unterschiedlichen Ländern exportiert, u. a. auch an MEBEA in Griechenland die Modelle Robin und TW9, aber die Geschichte des Modells verlief umgekehrt. In den späten 1970er-Jahren entwickelte MEBEA einen „Personen-Lieferwagen“, eine Bauform, die in Griechenland sehr gefragt war, weil diese Fahrzeuge nach dem Gesetz als Nutzfahrzeuge eingestuft und entsprechend niedrig besteuert wurden. MEBEA war nur einer von mehreren Herstellern solcher Fahrzeuge, andere hießen Namco Motors, Autokinitobiomihania Ellados, MAVA oder Automeccanica. MEBEA, die schon den Reliant Robin in Lizenz bauten, modifizierten das Vierradfahrgestell des Kitten so, dass es mehr Nutzlast tragen konnte und bauten darauf einen Prototyp eines leichten Nutzfahrzeuges mit GFK-Karosserie auf. Für die Serienfertigung hätte sich MEBEA allerdings mit den Formalitäten einer Typprüfung herumschlagen müssen, was für in Griechenland entwickelte PKWs – anders als für andere Arten von Fahrzeugen – sehr kompliziert war. Daher tat MEBEA, was auch schon andere griechische Automobilhersteller getan hatten: Sie suchten sich einen Partner im Ausland, da die Typzulassung in Griechenland sehr viel einfacher für Fahrzeuge zu erlangen war, die schon im Ausland eine solche Zulassung besaßen. Hier bot sich Reliant als Partner an; das britische Unternehmen war auch in die Endentwicklung und die Zulassung des Serienfahrzeuges eingebunden.

## MEBEA Fox
Der Wagen wurde von 1979 bis 1983 in Griechenland unter dem Namen MEBEA Fox vertrieben. Fahrwerk, Triebwerk und Inneneinrichtung wurden von Reliant geliefert, Rahmen und Karosserie produzierte Mebea selbst. 1983 aber wurden die Steuergesetze, die solche Fahrzeuge begünstigten, geändert, die Verkaufszahlen fielen und die Produktion wurde schließlich nach ca. 3.000 Exemplaren eingestellt. Aber das Fahrzeug hatte ein zweites Leben, da Reliant 1983 in Großbritannien die Fertigung des Fahrzeuges als inoffizieller Nachfolger des Modells Kitten aufnahm. Bis 1990 entstanden ca. 600 Stück im Vereinigten Königreich.
Es gibt einen „Erhaltungsverein“ für kleine Reliant mit vier Rädern, der sich Reliant Kitten Register nennt.